# 皆口裕子
皆口裕子（日语：／ Minaguchi Yūko，1966年6月26日—），日本女性配音員、旁白、舞台演員。出身於東京都文京區。身高157cm。A型血。

## 簡介
青二Production所屬，劇團Group知更鳥出身。
除了參加動畫與遊戲的配音之外，亦作為旁白主要在《睡的話紅鯨團》與《熱鬥甲子園》等等電視節目擔任。

## 經歷
荒川區立第七中學畢業。因校規要求必須參加社團活動，所以皆口她曾經加入布偶話劇社。中學時期也是Group知更鳥（當時團名為知更鳥劇團）的劇團團員。1985年，她以OVA《GREED》女主角姬·蜜在配音業界出道，同年受星探發掘移籍現在所屬的青二Production。
之後擔任綜藝節目《睡的話紅鯨團》的旁白，電視動畫《YAWARA！》主角豬熊柔等角色的配音，其獨特音質被眾人知曉而獲得了人氣。
1994年至1995年在《熱鬥甲子園》（朝日放送、朝日電視台聯合製播）中擔任棒球解說。
2012年秋季，皆口為了學習英語而去美國紐約留學，所以全面暫停配音事業。留學中的2013年，她擔當英文版《劇場版 神奇寶貝：神速的蓋諾賽克特 超夢覺醒》的冰蓋諾賽克特配音。而當時在日本國內電視播映《ONE PIECE×美食獵人×七龍珠Z 超夢幻合作特別篇!!》和《七龍珠改》的比迪麗由柿沼紫乃代演。至於電影《七龍珠Z：神與神》比迪麗的聲音是皆口在留學中短暫回國期間收錄。
2014年春天留學結束後回國。然後從遊戲《七龍珠 異戰》開始復配七龍珠系列的比迪麗。
2017年9月1日，皆口在音泉電台播放的節目「皆口裕子 ～Healing Lapin～」中久違獨自主持 ，並開始使用Twitter。

## 人物
皆口以甜美而溫柔的音質為其特徵，也被稱作為「皆口美聲」。即使在配音時接近嗓音，她的聲調在任何一個角色上不會有很大程度上的改變，但因為出演角色廣泛，從小學生到中年女性她都可以勝任。像七龍珠系列的比迪麗這充滿元氣和豪氣的少女，《Kanon》水瀨秋子為代表寬容的大人，不過有時候會演像《女惡魔人》紺野瞳這樣看了就令人同情、背後卻很猖狂的反派女人。此外漫畫家岡崎武士評論皆口她的獨特甜美聲音為「初戀女性的聲音」。
中學時期參加布偶話劇社時，小她1屆的學弟藝人伊集院光也曾經加入該社團，但伊集院當時目的只是想體驗所有社團，是名符其實的幽靈成員，但當時本人並不知道此事實。一直到2009年跟皆川2人一起出席一場戶外活動，她跟伊集院提到這往事時，這才讓他第一次驚覺。
提到當配音員的動機，她說是「我喜歡演戲但是個性害羞的關係，所以想當不用露臉就能夠演戲的配音員」。
私生活方面，根據本人在部落格表示有兩次結婚經歷。在24歲時結婚，32歲時離婚。第二段婚姻開始於36歲，結束於40歲。
興趣有彈鋼琴、編織、讀書、兜風等。喜歡觀看棒球，並經常前往神宮球場觀賞比賽。她說自己不只是養樂多燕子對的球迷，也是神宮球場粉絲和個人選手的粉絲。此外，她在中學時期也有參加田徑社的經驗。
喜歡大型動物，在家有養一隻狗。並以愛狗人士為人所知，不過其實她本人對動物過敏。
《睡的話紅鯨團》這綜藝節目的概念是開放給年輕觀眾參加上電視，甚至旁白人選的是以業餘素人為目標對象，於是導演Terry伊藤曾經公開解釋說在試鏡會中選了比較自謙的皆口擔任。另外，《YAWARA！》主角豬熊柔也是一樣，原作者浦澤直樹將柔和聲音之形象作為「很像在聽睡的話紅鯨團旁白的人的聲音」以答覆動畫製作方為目的選上她。
中學在校加入劇團知更鳥期間，她曾在NHK節目《高中生的廣場》中出演。
家裡有異母的一個弟弟。
口頭禪是，在主持Kanon的廣播節目「水瀨家」時，被聽眾指出了這一點。

### 交友關係
與皆口同事務所的同行松野太紀是好友，而且2人都是海量。另外與鶴弘美的關係也不錯，並以「鶴姊姊」尊稱。其他還有渡邊菜生子、TARAKO、藤田淑子、金井美香、山崎和佳奈等人。與伊藤美紀的關係也不錯，但這歸於2人在配音出道作《GREED》共同出演的緣故。
與尤加奈共同出演《小紅豆》之後2人的關係親密。還有，皆口曾說過很尊敬與自己共同出演《七龍珠Z》，演比利迪的爸爸撒旦先生的鄉里大輔，在聽到鄉里去世的消息後自己深受打擊。
從14歲的時候開始，跟皆口同年出生的富永美衣奈是兒童劇團時期的至交。
自《YAWARA！》之後，與前輩永井一郎也有在其它作品共同出演。永井去世的那一年，皆口由於身在美國而不能前去參加永井的葬禮，於是用寄信的方式表達哀思。之後這封信被放入永井的棺材中。

## 演出
粗體字表示主要角色。

### 電視動畫
1986年
- 波士可的冒險（日语：ボスコアドベンチャー）（杏公主）

1987年
- 假面忍者 赤影（茜[13]）
- 橙路（女學生）
- 聖魔大戰（シンドンネン）
- 北斗神拳2（瑪姆）

1988年
- 城市獵人2（栗原美加）
- 妳好！淑女小琳（日语：レディ!!#ハロー！レディリン）（桃樂絲）

1989年
- 魔法使莎莉 (1989年版)（南西）
- 比利犬商會（日语：ビリ犬）（魯米）
- YAWARA！（豬熊柔、豬熊金子）
- 獸神萊卡（雪）

1990年
- 黑色推銷員（玲子）

1991年
- 城市獵人'91（裕子）

1992年
- 美味大挑戰 究極對至高 長壽料理對決!!（係）
- 麵包超人（摺紙公主、魚板弟弟、烏龍麵妹妹、丸子妹妹）
- 法蘭德斯之犬 我的帕特拉許（日语：フランダースの犬 ぼくのパトラッシュ）（菲利普）
- 魔法公主 明琪桃子 擁抱夢想（日语：魔法のプリンセス ミンキーモモ）（影子）
- 小巫仙（奇拉）

1993年
- GS美神（茜）
- 七龍珠Z（比迪麗）

1994年
- 美少女戰士S（土萌螢／水手土星、少女）

1995年
- 動畫世界的童話（日语：世界名作童話シリーズ ワ〜ォ!メルヘン王国）（仙杜瑞拉）
- 小紅豆（野山梓的母親〈野山敬子〉）
- 近所物語（及川步）
- 美少女戰士Sailor Stars（土萌螢／水手土星）

1996年
- 七龍珠Z（小芳）
- 七龍珠GT（小芳、比迪麗）
- YAWARA！特別篇 一直對你…。（豬熊柔）

1997年
- 金田一少年之事件簿（和泉櫻、聖正貴美子）
- 怪博士與機器娃娃 (1997年重製版)（山吹綠／則卷綠[14]）
- 烈火之炎（砂倉瑪瑙）

1998年
- 庫洛魔法使（木之本撫子）
- 女惡魔人（紺野瞳／菲蕾絲）
- 危險調查員（芙蘿拉·萊曼）
- 名偵探柯南（松崎春美）

1999年
- 亞歷山大戰記（羅克珊娜）
- 裝甲救助部隊Restol（日语：装甲救助部隊レストル）（朱麗葉·雷斯、空服員）
- 進化戰記（紅楓）

2000年
- 犬夜叉（小雪）
- 喔！超级小奶糖（日语：OH!スーパーミルクチャン）（舞茸秋子〈Na〉）
- 幻想魔傳 最遊記（八百鼠）
- 週刊故事樂園（日语：週刊ストーリーランド）（雨之小僧）
- 幽浮寶貝（光月未來）
- 爆裂戰士戰藍寶（八雲）
- 女神候補生（艾莉亞）

2001年
- 小小雪精靈（英格麗特·褒曼）
- 永恆傳奇 THE ANIMATION（法菈·艾斯迪德）
- 破邪巨星G彈劾凰（吹雪）
- 最終幻想：無限（早川真理）

2002年
- Kanon (第1作／東映動畫版)（水瀨秋子[15]）
- 花田少年史（小新的母親）
- 神奇寶貝 Side Story（玫瑰）

2003年
- 最遊記RELOAD（八百鼠）
- 空中大師（日语：エアマスター）（彰子）
- 高橋留美子劇場（不破葉月）
- 波波羅王國（艾蓮娜）

2004年
- 最遊記RELOAD GUNLOCK（八百鼠）
- 沙漠神行者（川口夏子）
- 愛情泡泡糖（芽生百合佳）
- （小兔子、小鬱金香、旁白）
- ONE PIECE（穆斯[16]）

2005年
- 甲蟲王者 森林居民的傳說（莎拉）
- 不可思議星球的☆雙胞胎公主（葛瑞絲公主）

2006年
- 童話槍手小紅帽（鈴風小夜）
- Kanon (第2作／京都動畫版)（水瀨秋子[17]）
- 小柴犬阿旺的和風心（日语：しばわんこの和のこころ）（小雪）
- 飛天小女警Z（松原滿）
- 新楓之谷（基諾、奇奇、紀子、小孩）

2007年
- 怪物王女（日和見紗和和）
- CLANNAD（伊吹公子）
- 月面兔兵器米娜（佃三笠）
- 暗夜魔法使 The ANIMATION（魔王艾美）
- 旋風管家！（三千院紫子〈三千院凪的母親〉）

2008年
- Yes！光之美少女5（芙蘿拉）
- 假面男僕（夫人J）
- 再造人卡辛 Sins（日语：キャシャーン Sins）（蘋果[18]、蓮奇）
- CLANNAD ～AFTER STORY～（芳野公子[注 2]）
- 秘密 ～The Revelation～（有島沙織）
- 魍魎之匣（中禪寺千鶴子）
- 十字架與吸血鬼 CAPU2（白雪冰柱）

2009年
- 地獄少女 三鼎（菊池七海）
- 旋風管家!!（三千院紫子）
- 名偵探柯南（江口美奈）

2010年
- 海月姬（倉下月海的母親）
- 青春CUP（天原玲香）
- 天體戰士桑雷德 (第2期)（珀的旁白）
- 哆啦A夢 (水田山葵版)（米凱拉）
- Heartcatch 光之美少女！（遙）
- ONE PIECE（波特卡斯·D·露玖[19]）

2011年
- 亞斯塔蘿黛的後宮玩具（梅爾契麗妲·尤各瓦爾）
- 這樣算是殭屍嗎？（第4話的妄想優）
- SKET DANCE（尾見愛子）
- 寶石寵物 Sunshine（茱莉娜、旁白、黑暗茱莉娜）
- 日常（口白姊姊[20]）

2012年
- 一起一起這裡那裡（戌井美衣子）
- 旋風管家！ CAN'T TAKE MY EYES OFF YOU（三千院紫子）

2013年
- 旋風管家！Cuties（三千院紫子）

2014年
- 相撲力士!! 松太郎（日语：のたり松太郎）（尤拉拉）
- 金田一少年之事件簿R（劍持和枝）
- 刀劍神域Ⅱ（芙蕾雅）

2015年
- 請問您今天要來點兔子嗎??（心愛的母親）
- 聖劍使的禁咒詠唱（四門萬里[21]）
- 七龍珠超（比迪麗[22]、小芳）
- 英雄銀行（日语：ヒーローバンク）（凱特的母親）
- 北斗神拳 草莓味（尤莉亞（日语：ユリア (北斗の拳)）[23]／南斗最後之將、女D）
- 靈感少女（天海夕陽[24]）
- ONE PIECE（修女）

2016年
- 烏龍麵之國的金色毛毬（田中舞／真鍋舞[25]、膽小的小貓、旁白、女性A）

2017年
- 鎖鏈戰記 ～赫克瑟塔斯之光～（蒂爾瑪）
- 戀愛與謊言（真田楓[26]）
- 哆啦A夢 (水田山葵版)（山之心）
- 時間飛船 逆襲的三惡人（美麗）

2018年
- 鬼太郎 (第6作)（犬山純子[27]）
- 庫洛魔法使 透明牌篇（木之本撫子）
- 千緒的通學路（拓君的母親[28]）
- ONE PIECE 空島特別篇（日语：ONE PIECE エピソードオブ空島）（穆斯[29]）
- 春原莊的管理員小姐（蔬果店老闆的妻子）

2019年
- 鬼滅之刃（鬼舞辻的妻子）
- 艾梅洛閣下II世事件簿 -魔眼蒐集列車 Grace note-（化野菱理[30]）

2020年
- 掠奪者（陽菜的母親／月菜）
- 怕痛的我，把防禦力點滿就對了（米瑟莉[31]）
- 請問您今天要來點兔子嗎？BLOOM（心愛的母親）

2021年
- 鍵等（伊吹公子、水瀨秋子）
- 艾梅洛閣下II世事件簿 -魔眼蒐集列車 Grace note- 特別篇（化野菱理）

2022年
- 最游记RELOAD -ZEROIN-（八百鼠）
- Love Live! 虹咲學園學園偶像同好會第2期（彼方的母親）
- 骸骨騎士大人異世界冒險中（葛瑞妮絲[32]）
- 名偵探柯南（關澤禮美）

2023年
- 怕痛的我，把防禦力點滿就對了2（米瑟莉[33]）
- 小鳥之翼（艾莉諾婭·巴頓）
- 我內心的糟糕念頭（山田的母親[34]）
- 我想成為影之強者！ 2nd season（蕾娜）

2024年
- 我內心的糟糕念頭 第2期（山田的母親）
- Re:Monster（廣播）

2025年
- 賽馬娘 灰髮灰姑娘（小栗帽的母親）
- 忍者與殺手的同住日常（草隱明電）
- 保齡球少女！（朱火[35]）

### 電影動畫
1992年
- 亞普菲蘭特（弗莉妲）
- 麵包超人：積木城的秘密（日语：それいけ!アンパンマン つみき城のひみつ）（摺紙公主）
- YAWARA！ 上吧！懦怯的孩子們！（豬熊柔）

1993年
- 哆啦A夢：大雄與白金迷宮（沙比歐·加利恩）

1994年
- 劇場版 灌籃高手（日语：スラムダンク (1994年の映画)）（島村葉子）
- 七龍珠Z：兩人面臨危機！超戰士難以成眠（日语：ドラゴンボールZ 危険なふたり!超戦士はねむれない）（比迪麗）

1995年
- 劇場版 小紅豆（野山梓的母親[36]）
- 七龍珠Z：復活的融合!! 悟空和達爾（比迪麗、朱利亞諾）
- 七龍珠Z：龍拳爆發!! 悟空捨我其誰（日语：ドラゴンボールZ 龍拳爆発!!悟空がやらねば誰がやる）（比迪麗）
- 2112年哆啦A夢的誕生（哆啦咪子）

1996年
- 劇場版 X（丁[37]）
- 劇場版 近所物語（及川步）

1997年
- 瓜（旁白[38]）

1998年
- 銀河鐵道999：永恒幻想（克萊爾）

1999年
- （則卷綠）

2001年
- 劇場版 幻想魔傳 最遊記 Requiem獻給落選者的安魂曲（八百鼠）
- Metropolis（夜鶯小姐）[注 3]

2007年
- 劇場版 Yes！光之美少女5：鏡之國的奇蹟大冒險！（闇之薄荷天使）
- 劇場版 CLANNAD（伊吹公子）

2009年
- 企鵝大冒險（日语：よなよなペンギン）（查理的母親）

2012年
2013年
- 七龍珠Z：神與神（比迪麗）

2015年
- 七龍珠Z：復活的F（比迪麗、小芳）[39]
- 名偵探柯南：業火的向日葵（梅野〈回想〉[40]）
- 劇場版 妖怪手錶：暗影面鬼王的復活（貓女[41]）

2022年
- 七龍珠超 超级英雄（小芳、碧兒）

2023年
- 鬼太郎誕生 咯咯咯之謎（龍賀丙江[42]）

### OVA
1985年
- GREED（日语：GREED (OVA)）（姬·蜜）

1987年
- JUNK BOY（日语：JUNK BOY）（有園美留）
- MAPS 傳說的徘徊星人們（日语：マップス (OVA)#1987年（学研）版）（君塚星見）

1988年
- DRAGON'S HEAVEN（日语：ドラゴンズヘブン）（伊庫）

1989年
- 紅牙 Blue Sonnet（日语：紅い牙）（小半由美）

1990年
- 熱血足球（美佐子）[注 4]

1991年
- 夢回綠園（美佐子）
- 魔獸戰士露娜·華爾格（日语：魔獣戦士ルナ・ヴァルガー）（維娜·德·里姆茲貝爾）

1992年
- OZ（日语：OZ (樹なつみの漫画)）（菲莉茜婭·艾波斯坦）

1993年
- 培育心靈的世界名作動畫系列之5 灰姑娘（仙杜瑞拉）
- SINGLES（早紀[43]）
- BE-BOP-HIGHSCHOOL 4（日语：ビー・バップ・ハイスクール）（莉莎）

1994年
- 最終幻想（利納莉）

1995年
- 精靈使（日语：精霊使い）（秋櫻久）
- 黃金小子（勝田奈緒子）
- 生化獵人（日语：バイオ・ハンター）（沙耶香）

1998年
- 火聖旅團 DNA Sights 999.9（日语：火聖旅団ダナサイト999.9）（梅洛）

1999年
- 美少女戰士S Memorial（土萌螢／水手土星、女主人）

2002年
- Kanon（水瀨秋子）[注 5]

2003年
- SPACE PIRATE CAPTAIN HERLOCK OUTSIDE LEGEND ～The Endless Odyssey～（日语：SPACE PIRATE CAPTAIN HERLOCK）（米梅）

2004年
- 大YAMATO靈號（日语：大YAMATO零号）（本鄉紀）

2005年
- 童話槍手小紅帽（鈴風小夜）

2008年
- 七龍珠Z 唷！歸來的孫悟空與夥伴們!!（日语：ドラゴンボールオッス!帰ってきた孫悟空と仲間たち!!）（比迪麗）

2010年
- （珍珠、提拉米蘇）

2011年
- 亞斯塔蘿黛的後宮玩具EX（梅爾契麗妲·尤各瓦爾）
- 英雄傳說 空之軌跡 THE ANIMATION（克蘿賽·琳茲）

### 網路動畫
2001年
- 魔法遊戲（日语：魔法遊戯）（普露綸女王）

2010年
- Starry☆Sky（水嶋有李）

2020年
- 超级七龙珠群雄（小芳：XENO）

2024年
- 洛庫羅大冒險（旁白、志乃[44]）
- BEASTARS FINAL SEASON（朱鷺[45]）

### 遊戲
1990年
- Magical Saurus Tour（ロロくん）

1991年
- 厄尼斯特·埃凡斯（日语：アーネスト・エバンスシリーズ）（安妮特·梅耶）
- Exile 迎向時間的夾縫（日语：エグザイル (ゲーム)）（露咪）
- Cosmic Fantasy 2 冒險少年潘（日语：コズミック・ファンタジー）（菈菈）
- 英雄傳說（蒂納公主）[注 6]
- BURAI 八玉的勇士傳說（日语：BURAI）（庫庫·羅·塔姆）[注 7]
- 淑女魅影（日语：レディファントム）（菈米亞·歐尼爾）

1992年
- Exile II 邪念的事象（露咪）[注 6]
- 英雄傳說II（蒂納公主）[注 6]
- BURAI II 黑暗皇帝的逆襲（庫庫·羅·塔姆）[注 6]
- 魔物獵人妖子 ～來自魔界的轉學生～（雪爾米娜公主）
- YAWARA！（豬熊柔）

1993年
- 安妮特回來了（日语：アーネスト・エバンスシリーズ#アネット再び）（安妮特·梅耶）
- CAL II（刀自古）[注 6]
- 誕生 ～Debut～（日语：誕生 〜Debut〜）（鈴麗）
- 魔物獵人妖子 ～遠方來的呼聲～（雪爾米娜公主、威爾王子）
- 魯茵 神的遺產（オルテナ）
- 夢幻模擬戰（克利斯）[注 8]

1994年
- Cosmic Fantasy 4 銀河少年傳說 突入篇／激鬥篇（米莉）
- 七龍珠Z 偉大孫悟空傳說（日语：ドラゴンボールZ 偉大なる孫悟空伝説）（比迪麗）
- 美少女戰士（日语：美少女戦士セーラームーン (ゲーム)）（土萌螢／水手土星）
- YAWARA！2（豬熊柔）

1995年
- 魔法騎士（亞爾緹娜）

1996年
- 七龍珠Z 偉大龍珠傳說（日语：ドラゴンボールZ 偉大なるドラゴンボール伝説）（比迪麗）
- FEDA重製版 ～正義的象徵～（日语：フェーダ）（羅伊絲·海格邁耶）

1997年
- VIRUS（日语：VIRUS）（艾莉卡·克雷斯菲爾德）
- （菖蒲）
- 七龍珠 FINAL BOUT（日语：ドラゴンボール FINAL BOUT）（小芳）
- 戀之千年王國（クミン·ケイパーブッシュ）
- 金牌女警S（三澤優雅）
- BS偵探俱樂部 雪消失的過去（日语：BS探偵倶楽部 雪に消えた過去）（橘步美）
- 3×3 EYES ～轉輪王幻夢～（チチェ）

1998年
- 神佑擂台（蒂法·洛克哈特）
- efficace 對你的這種感覺…（日语：エフィカス この想いを君に…）（青木朱美）
- Guardian Recall ～守護獸召喚～（一之宮鈴音、一之宮琴音、半澤由美）[注 9]
- Prism Court（日语：プリズムコート）（司有紀）
- 波波羅（日语：ポポローグ）（雪）
- 純愛騎士（日语：みつめてナイト）（榭菈·比克西斯）
- 夢幻模擬戰V ～The End of Legend～（拉姆達、瑪麗安戴爾）

1999年
- 機動戰士鋼彈外傳 殖民地墮落之地…（賈桂琳）
- 超級機器人大戰完全版
- 真愛故事2（日语：トゥルー・ラブストーリー#トゥルーラブストーリー2）（香麻衣子）
- FRIENDS ～閃耀的青春～（日语：同窓会 (ゲーム)）（小早川瑞穗）
- Refrain Love 2（日语：リフレインラブ#リフレインラブ2）（矢加部陽子）

2000年
- 機戰傭兵2（日语：アーマード・コア2）（頭部COM：STANDARD）
- Kanon（水瀨秋子）
- 音速小子大集合（日语：ソニックシャッフル）
- 永恆傳奇（法菈·艾斯迪德）

2001年
- 超級機器人大戰α外傳（塞莉婭·格拉尼亞·畢爾榭亞、莫妮卡·格拉尼亞·畢爾榭亞）

2002年
- 世界傳奇 魔幻迷宮2（日语：テイルズ オブ ザ ワールド なりきりダンジョン2）
- 粉絲傳奇 Vol.1（日语：テイルズ オブ ファンダム Vol.1）（法菈·艾斯迪德）

2003年
- 維納斯&布雷斯 ～魔女與女神的破滅預言～（日语：ヴィーナス&ブレイブス〜魔女と女神と滅びの予言〜）（亞莉亞）
- 交響曲傳奇（法菈·艾斯迪德）[注 10]

2004年
- 青涙（日语：青い涙 (ゲーム)）（藍澤多惠子）
- 紅線（夢、羽藤柚明）
- 英雄傳說 空之軌跡FC（克蘿賽·琳茲）
- 深紅之淚（日语：クリムゾンティアーズ）（SHIZUKA）
- 七龍珠Z2（日语：ドラゴンボールZ2）（比迪麗）
- 愛情泡泡糖（芽生百合佳）
- 波波羅克洛伊斯物語 月之戒律的冒險（日语：ポポロクロイス 月の掟の冒険）（艾蓮娜）

2005年
- 世界傳奇 魔幻迷宮3（日语：テイルズ オブ ザ ワールド なりきりダンジョン3）
- 七龍珠Z3（日语：ドラゴンボールZ3）（比迪麗、小芳）
- 七龍珠Z Sparking！（日语：ドラゴンボールZ スパーキング!）（比迪麗）
- 復活邪神 -Minstrel Song-（日语：ロマンシング サガ -ミンストレルソング-）（克洛蒂亞）

2006年
- 英雄傳說 空之軌跡SC（克蘿賽·琳茲）
- CLANNAD（伊吹公子）
- 超七龍珠Z（日语：超ドラゴンボールZ）（比迪麗）
- 純愛手札 Girl's Side 2nd Kiss（水島密）
- 七龍珠Z Sparking！NEO（日语：ドラゴンボールZ Sparking! NEO）（比迪麗、賽亞假面超人2號、小芳）
- 大家一起鍛鍊吧 全腦training（日语：みんなで鍛える全脳トレーニング）（多賀浦咲）

2007年
- 英雄傳說 空之軌跡 the 3rd（克蘿賽·琳茲）
- 真·三國無雙Online（妖豔聲音）
- 七龍珠Z Sparking！METEOR（日语：ドラゴンボールZ Sparking! METEOR）（比迪麗、賽亞假面超人2號、小芳）

2008年
- 風之克羅諾亞 通往幻夢界之門（日语：風のクロノア door to phantomile）（萊斐絲、帕梅拉）[注 11]
- 七龍珠Z 無限世界（日语：ドラゴンボールZ インフィニットワールド）（比迪麗、賽亞假面超人2號、小芳）
- NINJA GAIDEN Dragon Sword（紅葉、女忍者）
- 魔喚精靈 Portable（克蘿賽·琳茲[46]）

2009年
- 世界傳奇 閃耀神話2（日语：テイルズ オブ ザ ワールド レディアント マイソロジー2）（法菈·艾斯迪德）
- 決鬥傳奇（日语：テイルズ オブ バーサス）（法菈·艾斯迪德）
- 冒險奇譚Online（妮娜）
- LovePlus（姊崎寧寧）
- MAPLUS 攜帶導航3（日语：MAPLUS ポータブルナビ3）（導航聲音）
- NINJA GAIDEN Σ2（日语：NINJA GAIDEN Σ2）（紅葉、女忍者）
- 七龍珠 迅猛炸裂（日语：ドラゴンボール レイジングブラスト）（比迪麗）

2010年
- LovePlus+（姊崎寧寧）
- 伊蘇vs.空之軌跡 Alternative Saga（克蘿賽·琳茲）
- 七龍珠 搭檔對決（日语：ドラゴンボール タッグバーサス）（比迪麗）

2011年
- LOVE PLUS Arcade colorful Clip（姊崎寧寧）
- 世界傳奇 閃耀神話3（日语：テイルズ オブ ザ ワールド レディアント マイソロジー3）（法菈·艾斯迪德）
- 勇者派遣公司（日语：勇現会社ブレイブカンパニー）（賽西莉亞·堤阿利爾）
- 麻雀格鬥俱樂部 新生·全國對戰版（旁白聲音、玩家聲音）
- 七龍珠群雄（比迪麗、賽亞假面超人2號、小芳）

2012年
- 超級機器人大戰OG SAGA 魔裝機神II REVELATION OF EVIL GOD（塞莉婭·格拉尼亞·畢爾榭亞）
- 英雄傳奇 閃耀雙星（法菈·艾斯迪德）
- NEW LovePlus（姊崎寧寧）
- NINJA GAIDEN 3（紅葉）
- 無雙OROCHI 2 Hyper（紅葉[47]）
- 七龍珠 ZENKAI殊死戰（日语：ドラゴンボール ZENKAIバトルロイヤル） 超級賽亞人覺醒（比迪麗）
- 桃色大戰·生（リュナ）

2013年
- 光明之舟（莉安[48][49]）
- 時空幻境 交響曲傳奇 同音包（日语：テイルズ オブ シンフォニア ユニゾナントパック）（法菈·艾斯迪德）
- DEAD OR ALIVE 5 ULTIMATE（紅葉[50]）
- DEAD OR ALIVE 5 ULTIMATE ARCADE（紅葉）
- 七龍珠究極任務（比迪麗、賽亞假面超人2號、小芳）

2014年
- 英雄傳說 碧之軌跡 Evolution（克蘿蒂亞·馮·奧絲雷賽）
- 超級機器人大戰OG SAGA 魔裝機神F COFFIN OF THE END（日语：スーパーロボット大戦OGサーガ 魔装機神F COFFIN OF THE END）（莫妮卡·格拉尼亞·畢爾榭亞[51]）
- NEW LovePlus+（姊崎寧寧[52]）
- 名偵探柯南 幻影狂詩曲（雪定要[53]）
- 光明之響（リーゼロッテ、[54]）

2015年
- 英雄傳說 空之軌跡FC Evolution（克蘿賽·琳茲[55]）
- 女友伴身邊（鳴海調）
- 碧藍幻想（十天衆 索恩[56]、精靈）
- 鎖鏈戰記（[57]、[58]、[59]、瑟菈飛[60]、比安卡[61]、[62]、[63]、[64]、[65]、[66]）
- 時空幻境 群星傳奇（日语：テイルズ オブ アスタリア）（法菈·艾斯迪德）
- DEAD OR ALIVE 5 LAST ROUND（紅葉[67]）
- 七龍珠究極任務2（比迪麗、賽亞假面超人2號、小芳）
- 七龍珠 異戰（日语：ドラゴンボール ゼノバース）（維黛兒）
- 桃色大戰+（リュラ）
- （克蘿賽·琳茲）

2016年
- 英雄傳說 空之軌跡 the 3rd Evolution（克蘿蒂亞·馮·奧絲雷賽[68]）
- 闇影詩章（[69]）
- DEAD OR ALIVE Xtreme 3（紅葉[70]）
- 方根書簡（吉岡栞[71]）
- 七龍珠融合（日语：ドラゴンボールフュージョンズ）（比迪麗、賽亞假面超人2號、小芳）
- 七龍珠究極任務X（比迪麗、賽亞假面超人2號、小芳）
- 七龍珠 異戰2（維黛兒、小芳）
- 夢幻之星Online2（[72]）

2017年
- 足球小將翼 ～奮戰夢幻隊～（中澤早苗[73]）
- 時空幻境 鏡光傳奇（日语：テイルズ オブ ザ レイズ）（法菈·艾斯迪德）
- 勇氣默示錄 仙女效應（鈴涅[74]）
- DEAD OR ALIVE Xtreme Venus Vacation（紅葉[75]）

2018年
- 七龍珠 FighterZ（日语：ドラゴンボール ファイターズ）（維黛兒）[注 12]
- 英雄傳說 閃之軌跡IV -THE END OF SAGA-（克蘿蒂亞·馮·奧絲雷賽[76]）
- 格式塔·奧丁（綾崎彩音[77]）
- 方根書簡 Last Answer（吉岡栞[78]）

2019年
- 魔法氣泡!! Quest（則卷綠[79]）
- 超級七龍珠群雄（小芳：異戰）
- 夢幻模擬戰Mobile（拉姆達、克蘿賽）
- BLADE XLORD（[80]）
- LovePlus EVERY（姊崎寧寧[81]）

2020年
- 怕痛的我，把防禦力點滿就對了 ～Line Wars！～（米瑟莉[82]）
- 七龍珠Z 卡卡洛特（維黛兒）
- 七龍珠 激戰傳說（日语：ドラゴンボール レジェンズ）（小芳）
- Root Film（拝嶋望愛實[83]）

2021年
- 少女前线：云图计划（德菈赛）

### 手機程式
- Dragon Collection（日语：ドラゴンコレクション）（女性聲音）
- LovePlusiN（姊崎寧寧）
- ！（本鄉麻美[84]）
- 聲優秘書（初代秘書）
- 美聲時鐘.R
- MAPLUS for 智能手機（導航聲音）
- 末世之蝕（蘇菲亞[85]、奧蘿拉）
- 末日之子（賽蓮娜[86]）
- 芙蒂希亞戰紀（[87]、[88]）
- MAPLUS+（導航聲音[89]）
- STARLY GIRLS（日语：スターリーガールズ）（土星[90]）
- JINS MEME DRIVE（日语：ジンズ）（[91]）
- 奧丁之冕（[92]）

### 外語配音

#### 電影
| 作品年份 | 作品名稱           | 配演角色           | 演員            | 媒介                               |
| -------- | ------------------ | ------------------ | --------------- | ---------------------------------- |
| 1947     | 34街的奇蹟         | 蘇珊·沃克          | 娜妲麗·華       | 電視播出版（20世紀福斯BD&DVD收錄） |
| 1981     | 天魔3              | 騎馬的少女         | －              | 日本電視台版                       |
| 1988     | 清秀佳人2          | 艾米琳·哈里斯      | 吉娜維維·艾普頓 | 劇院公映、VHS版本                  |
| 1989     | 迅雷禁區           | 露琳               | 艾莉莎·米蘭諾   | TBS版                              |
| 1995     | 逃學戰警           | 江美麗             | 楊采妮          | －                                 |
| 1997     | 驚嚇沸點           | 勞拉·鄧普頓        | 戴娜·米麗根     | －                                 |
| 1999     | 死亡日記           | 拉克斯·里斯本      | 克斯汀·鄧斯特   | －                                 |
| 1999     | 我很乖因為我要出國 | 佐蒂／猩猩〈配音〉 | 格倫妮·海德利   | 日本電視台版                       |
| 2000     | 魔域飛龍           | 薩維娜女皇         | 索拉·伯奇       | 影碟版本                           |

#### 動畫
- 大力士（英语：Hercules (1998 TV series)）（女性）
- 英語版劇場版 神奇寶貝：神速的蓋諾賽克特 超夢覺醒（冰蓋諾賽克特）
- Topo Gigio（日语：トッポ・ジージョ#2003年版）（羅西）

### 電視節目
- AIUEO（日语：あいうえお (テレビ番組)）（1985年—1986年，NHK教育）
- 高田純次（日语：高田純次）的下週也會祝你幸福（1991年4月—1992年3月，TBS）記者
- 三宅裕司的映美造理巨匠天國（日语：三宅裕司のえびぞり巨匠天国）（1991年，TBS）第30回特別審査員
- 30位動畫人物角色的臉讓你一次看個夠 2008年最新版（日语：大胆MAP）（2008年1月20日，朝日電視台）[注 16]

### 廣播節目
※記號表示說明網路廣播。
- 搖滾王國（1990年－1993年，地方網路）
- 電擊Paradise 遊戲音樂Count Down（1994年－1995年，TOKYO FM）
- 皆口裕子的Dear my friends（1998年、文化放送）
- 永恆傳奇手環（日语：テイルズリング）（2000年，TBS廣播）
- Kanon ～水瀨家（日语：水瀬さんち）（2001年－2002年，TBS廣播 等）
- 傳奇手環（2003年，文化放送）
- 傳奇手環PLUS(暫)（2003年，animateTV（日语：アニメイトタイムズ））※
- 『文化放送 第9回100萬元爭奪！電台廣告比賽』（2015年，文化放送）
- 皆口裕子 ～Healing Lapin～（2017年－現在，音泉）※[94]

### 廣播CD
- （1998年11月21日）
- 皆口裕子的Dear My Friends ～～（1998年12月19日）
- DJCD 神戶前向女學院。VIII（日语：神戸前向女学院。#CD）（2011年8月12日）

### 廣播劇CD
1988年
- 宇宙皇子（日语：宇宙皇子）（茜）

1989年
- GALL FORCE Blue Heaven Blue Hell（日语：ガルフォース）（瑪莉）

1990年
- INFERIUS惑星戰史外傳 CONDITION GREEN Vol.3「勝利與離別的安魂彌撒」（日语：インフェリウス惑星戦史外伝 CONDITION GREEN）（艾蜜莉·布拉福特）

1991年
- Nozomi♡Witches（日语：のぞみウィッチィズ）（江川望）
- YAWARA的FIRST STEP ENGLISH 入門英語會話CD（豬熊柔）
- （小泉）

1992年
- 有聲劇場 愛的萬花筒（片瀨理佐）
- NEC 示範CD-ROM NEC個人電腦 PC-9800系列 PC-9821（日语：PC-9821シリーズ）（電子水族館 旁白）
- OZ -DRAMATIC SOUND TOUR-（菲莉茜婭·愛潑斯坦）
- Say You Special 草尾毅、堀川亮、皆口裕子、小山裕香 聲優特輯

1993年
- 愛藏版特輯2
- 精靈使（日语：精霊使い）系列（秋櫻久）
- CD劇場 勇者鬥惡龍III（日语：CDシアター ドラゴンクエスト）（瑪莉絲〈魔法使〉）
- 代代木動畫學院PRESENTS 有聲廣播劇CD 我的羅密歐、我的茱麗葉（F）

1994年
- 誕生 ～Debut～（日语：誕生 〜Debut〜#サウンドトラック・ドラマCD）系列（鈴麗）
- '95你的運勢物語 系列（旁白）

1996年
- 學校發生過的恐怖故事S 原聲驚悚（日语：学校であった怖い話#サウンドトラック）（倉田惠美）
- 元祖 留守電有趣的留言集1
- 太陽少女印加（日语：太陽の少女インカちゃん）（皆口女士）

1997年
- 秀逗魔導士N>EX.3 ～沒有骨氣的愛～（艾莉咪）
- 聖戰記光蛇王（日语：聖戦記エルナサーガ）外傳（艾爾納）
- D-XHIRD 廣播劇CD（莎布莉納）
- 千年王 外（忍者）

1998年
- 庫洛魔法使 原聲廣播劇1：小櫻和母親的風琴（日语：カードキャプターさくら オリジナル・ドラマアルバム#さくらとお母さんのオルガン）（木之本撫子）
- DEAR BOYS（杏崎沙斗未）
- Friends ～閃耀的青春～ Dear My Memories（日语：同窓会 (ゲーム)#関連商品）（小早川瑞穗）
- ～～  Vol.1、4、14、16
- 街 第Q之男 ～Q是question的Q～（日语：街 〜運命の交差点〜#ラジオドラマ）系列（小糸亞弓）
- 夢幻模擬戰V ～The End of Legend～ 廣播劇專輯（拉姆達〈瑪莉安德爾〉）
- WILD HALF 廣播劇專輯 Encounter 2－3（北原美也）

1999年
- 真愛故事2 廣播劇CD（日语：トゥルー・ラブストーリー#トゥルーラブストーリー2） act.1、2（香坂麻衣子）
- Refrain Love 2（日语：リフレインラブ#リフレインラブ2）系列（矢加部陽子）
- ONE ～光輝的季節～系列（長森瑞佳）

2000年
- 廣播劇CD Kanon Vol.1、3（水瀨秋子）
- 永恆傳奇系列（法菈·艾斯迪德）

2001年
- 永恆傳奇 THE ANIMATION 廣播劇&BGM專輯「最後的夏天」（法菈·艾斯迪德）

2002年
- Kanon 公認同人CD廣播劇系列（水瀨秋子）
- Kanon 公認廣播劇CD 水瀨家系列（日语：水瀬さんち）（水瀨秋子）
- 廣播劇CD【傳奇手環 資料庫】EPIC ONE ～英雄的歸還～（日语：テイルズリング）（法菈·艾斯迪德）
- M與N的肖像（日语：MとNの肖像）（安部滿）

2003年
- 秋櫻之空系列（小泉日和）
- 電擊hp supplement CD

2004年
- 灼眼的夏娜 廣播劇Disc（坂井千草）
- 電視動畫『愛情泡泡糖』歌唱專輯 Love,Fate,Love（日语：Love,Fate,Love）（芽生百合佳）
- 日本、芬蘭建交90周年 於坦佩雷市立美術館、姆明谷博物館舉辦的嚕嚕米展 圖錄（旁白）

2005年
- 紅線 廣播劇CD「京洛降魔」（羽藤柚明）
- 劇場版AIR BONUS CD 神尾家（日语：水瀬さんち#神尾さんち）（主婦）
- 愛情泡泡糖 廣播劇系列 Vol.1 - 5（芽生百合佳）
- 愛情泡泡糖 特別CD「&」Vol.1－4（芽生百合佳）

2006年
- 英雄傳說 空之軌跡系列（克蘿賽·琳茲）
  - ～離去的決意～
  - 維繫的羈絆～
  - the 3rd ～靈魂的烙印～
  - 克蘿賽物語 ～翼－振翅高飛之時～
  - 奧利維爾物語 ～未完成的敘事詩～
- Sound Horizon5th storyCD Roman（日语：Roman）（僅台詞／M8）

2007年
- 怪物王女系列（日和見紗和和）
- 霧 - the route of infection KANARIA.（日语：霧 - the route of infection KANARIA.） ansem:01（ロベルタ）
- CLANNAD Drama CD Vol.3 伊吹風子（伊吹公子）
- CLANNAD 在被光守護的坡道上 Xbox 360版 初回限定生產特典 摘要Disc（伊吹公子）
- CLANNAD 在被光守護的坡道上 第1卷、第3卷（伊吹公子）
- 劇場版「CLANNAD」小冊子附錄特別篇「古河家 ～古河烘焙屋平穩的一天～」（日语：水瀬さんち#古河さんち）（伊吹公子）
- 月面兔兵器米娜 角色精選輯5（佃三笠）

2008年
- 劇場版「CLANNAD」BONUS CD「古河家 再度」
- 小不點公主（日语：ちょこっとヒメ#ドラマCD）（荻野谷颯子）

2010年
- 織田信奈的野望（織田信奈）
- 取合CD「修羅場！」 ～俺！～ 第1卷（木原楓）
- 傾聽 LovePlus（姊崎寧寧）
- LovePlus Sound Portrait 姊崎寧寧（姊崎寧寧）
- 廣播劇CD『織田信奈的野望』讓你聽了有10倍快樂的方法 『皆口裕子的野望』CHB Edition 豪華的二重即時收聽!!

2012年
- FUNKIST（日语：FUNKIST） 7th單曲「SHINE」Tales盤收錄的「特別迷你廣播劇」（法菈·艾斯迪德）
- 朗讀廣播劇CD 永恆傳奇 向風許願（日语：テイルズ オブ ザ ヒーローズ ツインブレイヴ#プロモーション）（法菈·艾斯迪德）

2013年
- 數羊晚安系列 Vol.30 與姊姊說聲晚安

2014年
- 傾聽 LovePlus 2 寧寧（姊崎寧寧）

2015年
- 瑪格麗特2015年11號附錄（的母親）
- 『花澤香菜 live 2015 “Blue Avenue”』3（貓的管理人）

### 舞台
- 小津／續·小津（公演，2001年2月）
- （公演，2001年7月）
- 三月的天空（創團7週年公演，2001年10月）
- （公演，2002年1月）[注 17]
- （公演，2004年1月）
- 見行（公演，2004年9月）
- 2（劇團Alter Ego企劃製作公演 2005年2月）
- 三鷹的日和（三鷹市藝術文化中心企劃製作 櫻桃忌特輯，2006年6月）
- 太紀祭（松野太紀出道30週年紀念公演，2006年10月）
- Signal ～三心三色～（WAKU企劃製作vol.13，2008年8月）
- 憧 ～奮記～（Bring-up企劃製作公演，2009年9月）
- （劇團K助 第12回公演，2009年12月）
- PINK（劇團K助 第13回公演，2010年6月）
- Michell ～天地～（WAKU企劃製作vol.15，2010年12月）
- 春（Learning Lapin主演，2011年5月）
- GOD STORY（劇団K助 第15回公演，2011年6月）
- &（劇團K助 第16回公演，2011年10月）
- ！（劇團K助企劃製作 主演，2012年7月）
- ☆（劇團K助 第18回公演，2014年8月）
- 朗讀劇第一卷（松野太紀企劃製作 第二彈，2012年11月）
- 部屋僕弟（Hunkey-Zamy presents，2015年2月）
- 幸福的形式（劇團P助 第3回公演 負責衣裝、座位招待，2015年5月）
- 東京赤羽法善寺動物合同慰靈祭（伴隨柴犬前往紐約留學與詩詞朗讀，2015年5月31日進行共2回演講）
- 劇團K助 Presents「II」（劇団K助第19回公演 2015年7月）
- 朗讀劇第二卷（松野太紀企劃製作 第三彈，2016年1月）
- 2016（TAIYO MAGIC FILM 第10回公演 2016年5月[95]）
- 父躍（皆口裕子企劃製作，Learning Lapin第2回公演 2016年10月[96]）
- 朗讀劇第三卷（松野太紀企劃製作 第四彈「松野太紀演藝生涯40週年紀念公演part.1」，2017年1月[97]）
- 獨唱（Learning Lapin第3回公演，2017年5月）
- 愚痴（Learning Lapin第4回公演，2018年3月[98]）
- 見（Learning Lapin第5回公演，2018年10月[99]）
- 『思出Anotime』（演劇集團Z-Lion／第10回公演，2018年11月[100]）

### 旁白

#### 電視節目
東京電視台
- 開運鑑定團
- Ques Five（日语：クエス・ファイブ）
- 愛爾蘭舞蹈世界選手權 in 倫敦（2014年5月6日）
- 像褐灰雀那樣的不可思議瞬間！30秒以後絕對可以看到的TV（日语：ウソのような本当の瞬間!30秒後に絶対見られるTV）（2015年10月27日）
- 週六特輯（日语：土曜スペシャル (テレビ東京)） 博多華丸·大吉日旅（2018年10月27日）

TBS電視網
- TBS
  - 日語猜謎王！（日语：クイズ!日本語王）
  - 復活之日（日语：復活の日 (テレビ番組)）
  - 千葉海藍寶石馬拉松（2014年10月26日）

- MBS
  - （與神奈川電視台共同製作）

朝日電視台
- 北野武的TV擒抱
- 決定！這就是日本選出的（日语：決定!これが日本のベスト100全国一斉○○テスト）
- Terementari（日语：テレメンタリー）2014 ～再會了，高牆～ 以前的痲瘋病患者與孩子們
- 熱鬥甲子園（日语：熱闘甲子園）（與朝日放送共同製作）
- Matthew's Best Hit TV（日语：Matthew's Best Hit TV）
- 美女們的星期日（日语：美女たちの日曜日）（2015年4月5日～6月28日）
- 10人投票！高校野球選（2018年8月5日[101]）

富士電視網
- 富士電視台
  - (株)世界衝擊映像社（日语：(株)世界衝撃映像社）
  - ∞怒！
  - 小知識之泉 ～精彩的無用知識～
  - 睡的話紅鯨團（日语：ねるとん紅鯨団）（初代）
  - 森田一義時間 笑一笑又何妨！『美好情書的世界單元』
  - （2014年1月17日）
  - 快樂香蕉時間（2015年9月23日）
  - TUNNELS的託大家的福（2016年3月17日）
  - 獅子的對拳（2016年4月2日起至今的每週六擔任）
  - 打擾MAP!!（日语：おじゃMAP!!）SP【結婚式&3台香港】（2017年7月5日[102]）

- BS富士
  - JUDO（2017年4月8日起，以隔週的方式播出[103]）

日本電視網
- 日本電視台
  - Going！Sports&News（日语：Going!Sports&News）（負責星期日）
  - 天才！志村動物園
  - 24小時電視22「用愛拯救地球」99個夢之影像！大遭遇!!（1999年8月21日）
  - 請好好檢討（日语：ヨロシクご検討ください）（2014年12月28日）
  - 競輪2014 坂上忍勝TV（2014年12月30日）
  - 坂上忍勝TV ～競輪校側&怪物賞金SP～（2015年8月8日）

- 讀賣電視台

- 靜岡第一電視台
  - 劍道一直線！ ～富士山杯爭奪少年少女劍道大會（2014年9月15日）

- BS日視
  - 低山 ～“文脈登山”！山史物語～ 島全神秘山！（2017年9月28日[104]）

NHK系列
- NHK綜合
  - 新上班族（日语：サラリーマンNEO）（2005年、2007年「Season2」、2008年「Season3」、2009年「Season4」）
  - MasakameTV（日语：マサカメTV）特輯（2015年9月21日）
  -  ～宇宙抱特別夜～（2016年3月29日）

- NHK教育
  - 趣味悠悠（日语：趣味悠々）

- NHK
  - BS TEENS俱樂部（日语：BSティーンズ倶楽部）

網路平台
- 稻垣、草彅、香取 3人開始使用網路『72小時真心話電視（日语：72時間ホンネテレビ）』Day2（2017年11月3日，AbemaTV[105]）

（待查）
- 素
- HIBINO流 足球紀行

#### 廣告
- 肯德基聖誕促銷活動旁白
- 全日本交通安全協會（日语：全日本交通安全協会） 電台廣告
- 偵探 癸生川凌介事件譚（日语：探偵・癸生川凌介事件譚） 電台廣告
- 週刊少年Sunday 1996年度電視廣告
- Mister Donut（電視廣告，2015年10月14日播出）
- 東洋汽車電視廣告（2016年8月15日起，於FM NACK 5（日语：エフエムナックファイブ）以電台廣告的形式播出）
- 七龍珠刮刮樂 「天下一運」女弗利沙篇（電視廣告，2018年6月起[106]）
- 村上RADIO ～RUN&SONGS～ -僕走音 by 村上春樹- 廣告（2018年8月5日，於JFN共38局播出[107]，大日本印刷株式會社提供廣告 共有3種樣式）

#### 活動、促銷
- 騎師寶貝紀錄片（日语：ジョッキーベイビーズ）
- 薩爾達傳說 風之律動 店頭用促銷錄影帶
- 天象儀「星星時間」（全國各地的天象儀進行放映[108]）
- ～日本、芬蘭建交90周年～ 於坦佩雷市立美術館、姆明谷博物館舉辦的嚕嚕米展 DVD（2009年）

### 其它
- （姬）
- 兒童布偶劇場（日语：こどもにんぎょう劇場）「物臭太郎（日语：物くさ太郎）」（紫）
- 羅森店內廣播
- 每日放送 人生（『流男』『選女』『男』）
- MAPLUS 攜帶衛星導航（日语：MAPLUS ポータブルナビ）系列的導航聲音
- Blooming中西電台廣告
- Denny's電視廣告
- 大榮不動產電視廣告 2013
- 其它車站的自動放送廣播系統（即所謂的永樂電氣（日语：永楽電気）型廣播的女聲）
- 素
- 麵包超人SHOW『大!? 』
- goo  繪本系列 第63回「鳥」（解說[109]）
- 橋本（館內廣播[110]）
- 2016年5月號附贈DVD （旁白）

## 音樂作品

### 專輯

#### 原創專輯
| 發行日期      | 專輯名稱（日文名稱） | 唱片公司 | 規格編號 | 最高排名 |
| ------------- | -------------------- | -------- | -------- | -------- |
| 1990年10月1日 | 形象（イマージュ）             | PLATZ    | PLCA-809 | －       |

#### 迷你專輯
| 發行日期       | 專輯名稱（日文名稱） | 唱片公司     | 規格編號   | 最高排名 |
| -------------- | -------------------- | ------------ | ---------- | -------- |
| 1991年12月18日 | Without Sugar        | 東芝EMI      | TOCT-6344  | －       |
| 1992年12月1日  |                      | 日本古倫美亞 | COCA-10534 | －       |
| 1993年8月21日  | 日                   | 日本CROWN    | CRCP-20067 | －       |

### 歌手參加作品
| 發行日期 | 商品名稱                                          | 名義     | 曲名                         | 備註   |
| 1991年   | 1991年                                            | 1991年   | 1991年                       | 1991年 |
| -------- | ------------------------------------------------- | -------- | ---------------------------- | ------ |
| 7月1日   | 聲優精選輯2                                       | 皆口裕子 | 「Regret」                   |        |
| 1997年   |                                                   |          |                              |        |
| 5月21日  | Voice Actress Best Song Collection'89～'90 女聲篇 | 皆口裕子 | 「A DIEU ～～」 「二人自由」 |        |
| 9月26日  | 動畫嘉年華 聲優大集合 第1彈                       | 皆口裕子 | 「」                         |        |

### 角色歌曲、其它參加樂曲
| 發行日期 | 商品名稱                                                  | 名義                                     | 曲名                                     | 備註                               |
| 1990年   | 1990年                                                    | 1990年                                   | 1990年                                   | 1990年                             |
| -------- | --------------------------------------------------------- | ---------------------------------------- | ---------------------------------------- | ---------------------------------- |
| 7月1日   | 魔獸戰士露娜·華爾格 主題歌全曲集                          | 皆口裕子、井上喜久子、富澤美智惠         | 「見」                                   | OVA《魔獸戰士露娜·華爾格》相關歌曲 |
| 9月11日  | YAWARA！戀愛的一次分出勝負原聲帶                          | 豬熊柔（皆口裕子）                       | 「夢時」                                 |                                    |
| 1991年   |                                                           |                                          |                                          |                                    |
| 4月21日  | 『魔獸戰士露娜·華爾格』音樂篇 ～劇伴與朗読的音調～        | 皆口裕子、井上喜久子、富澤美智惠         | 「見（New Version）」                    | OVA《魔獸戰士露娜·華爾格》相關歌曲 |
| 1992年   |                                                           |                                          |                                          |                                    |
| 3月18日  | 今天也充滿活力！（GIRLS篇）                               | 富永美衣奈、島津冴子、鷹森淑乃、皆口裕子 | 「向君美」                               |                                    |
| 3月18日  | 今天也充滿活力！（GIRLS篇）                               | 皆口裕子                                 | 「C'EST LA VIE」 「HIS」                 |                                    |
| 4月21日  | 松本一起愛的隨筆集系列Vol.1 遲來一個月的畢業典禮          | 皆口裕子                                 | 「悲暇」                                 |                                    |
| 4月21日  | 松本一起愛的隨筆集系列Vol.2 夏天的情人節                  | 皆口裕子                                 | 「好」                                   |                                    |
| 10月21日 | 松本一起愛的隨筆集系列Vol.3 我、很、討厭聖誕節            | 皆口裕子                                 | 「夜 ～大嫌」                            |                                    |
| 12月25日 | 松本一起愛的隨筆集系列Vol.4 1993. I Love You！            | 皆口裕子                                 | 「外雪見」                               |                                    |
| 1993年   |                                                           |                                          |                                          |                                    |
| 3月1日   | 人氣聲優系列 皆口裕子特輯                                 | 皆口裕子                                 | 「悲暇」 「好」 「夜 ～大嫌」 「外雪見」 |                                    |
| 1996年   |                                                           |                                          |                                          |                                    |
| 11月21日 | 女性聲優團體音樂史 [Pony Canyon篇]                        | 皆口裕子、井上喜久子、富澤美智惠         | 「見」                                   | OVA《魔獸戰士露娜·華爾格》相關歌曲 |
| 2018年   |                                                           |                                          |                                          |                                    |
| 9月28日  | 「PHANTASY STAR ONLINE 2」角色歌曲CD ～Song Festival～ IV | （皆口裕子）                             | 「空」                                   |                                    |

### 樂曲提供
作詞
- YAYUYU[成員 1]「KANATA（日语：ループ (やゆゆの曲)）」－網路動畫《COPIHAN（日语：こぴはん -沙弥と沙遊の大作戦-）》相關歌曲
- 鈴木真仁「夢果」、「Priere」－OVA《交響曲傳奇 THE ANIMATION》片頭曲、片尾曲[111]
- 引田香織「願」－OVA《交響曲傳奇 THE ANIMATION》片尾曲
- 佐藤裕美「空」、「始場所」－OVA《水色 (全年齡版)（日语：みずいろ）》片頭曲、片尾曲

## 演唱會、活動
- Kitty動畫嘉年華'89（1989年7月22日～31日，活動嘉賓）
- Kitty動畫嘉年華'90春（1990年3月26日～4月9日，活動嘉賓）
- Kitty動畫嘉年華'90秋（1990年11月17日～12月26日，活動嘉賓）
- '93 KAC春之感謝祭。（1993年3月20日～28日，活動嘉賓）
- 第9回100萬元爭奪！電台廣告比賽最終審査 公開錄音（演者 2015年12月11日[112]）
- 松來未祐追思活動「39！未祐」第2部 出自舞台「！」（錄影對話）
- 第137回Anime Style活動 繪本刊行紀念 小紅豆同窗會（2017年11月12日[113]）
- 皆口裕子 ～Healing Lapin～ 皆口、秋之Healing Lapin祭（2018年9月9日，於位在澀谷開店的東京文化Culture小吃店YUUKO」舉辦[114]）
- 請問您今天要來點兔子嗎?? ～Dear My Sister～「DMS Tea Party」（2018年9月16日[115]）
- 島津冴子 聲物語 2 時間旅行 聲優們的宴會 脫口秀&Buffet Party（2018年11月3日，於東京銀座萬怡酒店2樓櫻之間舉辦[116]）

## 腳註

## 外部連結
- 皆口裕子｜青二Production （日語）
- （日語）—皆口裕子的官方個人部落格。
- Learning Lapin official site（皆口裕企劃製作話劇組合） （页面存档备份，存于）官方網站 （日語）
- 皆口裕子的Instagram帳戶 （日語）
- Learning Lapin的X（前Twitter） （日語）
- 皆口裕子的X（前Twitter） （日語）